# 安井村 (岐阜県)
安井村（やすいむら）は、かつて岐阜県安八郡に存在した村である。
現在の大垣市中南部に該当し、水門川と中之江川、東中之江川に挟まれた地域である。
村名はこの地域に存在した荘園（世保荘、大井荘）から一文字ずつとり、「保」を「安」に変更して合わせた、合成地名である。
かつては農村地帯であったが、大垣市合併後は国道258号、大垣一宮線、大垣環状線といった主要道路が出来、これらの道路沿いには郊外型店舗が数多く開店している。

## 沿革
- 江戸時代、美濃国安八郡であり、一帯は大垣藩領であった。
- 1897年（明治30年）4月1日 - 東前村、禾森村、築捨村、高橋村、長沢村、江崎村が合併し、安井村となる。
- 1936年（昭和11年）6月1日 - 大垣市へ編入される。

## 学校
- 安井尋常小学校（現・大垣市立安井小学校）